# Montégut-Plantaurel

Montégut-Plantaurel este o comună în departamentul Ariège din sudul Franței. În 1 ianuarie 2022 avea o populație de 319 de locuitori.